# Heartbreak Anthem
"Heartbreak Anthem" é uma canção da dupla sueca de DJ Galantis, do DJ francês David Guetta e do grupo feminino britânico Little Mix. A canção foi lançada pela Atlantic Records em 20 de maio de 2021 e foi co-escrita pelos membros do grupo Perrie Edwards, Leigh-Anne Pinnock e Jade Thirlwall, junto com Guetta e Christian Karlsson do Galantis. A canção liderou as paradas de rádio de dança do Reino Unido e Mediabase US. A canção alcançou o número três na UK Singles Chart, a quinta posição na Irish Singles Chart, e alcançou as paradas em vinte outros países, incluindo Alemanha, Austrália e Canadá. A faixa também foi entrou no Billboard Global 200.

## Antecedentes e lançamento
Em 14 de maio de 2021, a música foi promovida por todos os três artistas postando um link para um site que exibia um cronômetro de 24 horas. Em 14 de maio, após o cronômetro chegou ao fim, "Heartbreak Anthem" foi anunciado nas redes sociais dos três artistas.
Tudo começou apenas com a progressão de acordes em um estúdio em Londres, pouco antes da pandemia. Como muitas colaborações aconteceram nestes tempos, foi um trabalho remoto em andamento por meses, com hastes enviadas e recebidas de Londres a Los Angeles, de Estocolmo a Paris.  Estivemos conversando com  [David Guetta] sobre trabalhar juntos por um longo tempo, e ter Little Mix e seus vocais únicos e fortes tornaram este realmente especial.— Christian Karlsson Rolling Stone

## Recepção da crítica
Escrevendo para o Vulture, Zoe Haylock escreveu que "Heartbreak Anthem" está "longe de ser uma música triste, mas algo sobre ouvir uma faixa dançante quando na verdade existe a possibilidade de dançar em breve é emocionante". Brian Bonavoglia, do DJ Times, declarou a colaboração como um "cantar longo edificante que é impossível não se apaixonar". A Euphoria Magazine complementou a música como um "banger dance-pop absoluto" e "de espírito livre". Katie Bain, da Billboard, escreveu que "a produção da música é construída a partir de cordas e sintetizadores brilhantemente corajosos, com a letra - na grande tradição de "Survivor" do Destiny's Child - focada em ser melhor do que isso: não guardar rancor, entender que, embora às vezes funciona, às vezes não funciona, e embora talvez possamos consertar isso, também é possível que não. Tanto faz! Quem se importa!"
Do ThatGrapeJuice, Sam Ajilore aplaudiu o videoclipe e afirmando que a música é "rica em potencial de sucesso de verão".

## Prêmios
| Ano  | Cerimônia                | Categoria               | Resultado | Ref.   |
| ---- | ------------------------ | ----------------------- | --------- | ------ |
| 2022 | Brit Awards              | Best International Song | Indicado  | [ 12 ] |
| 2022 | iHeartRadio Music Awards | Dance Song of the Year  | Indicado  | [ 13 ] |

## Performance comercial
No Reino Unido, "Heartbreak Anthem" estreou em nono lugar na parada oficial de singles do Reino Unido, tornando-se o quarto top 10 de Galantis, o 24 de Guetta e o 17 de Little Mix. Na semana que terminou em 4 de junho de 2021, "Heartbreak Anthem" atingiu um novo pico, subindo para oitavo lugar. Naquela mesma semana, a faixa-título do sexto álbum de estúdio do Little Mix, Confetti (2020), alcançou o nono lugar, marcando a primeira vez que o grupo teve duas músicas no top 10 da UK Singles Chart ao mesmo tempo, desde 2016 quando ambos os singles do grupo "Touch" e "Shout Out to My Ex" estavam no número quatro e seis, respectivamente. A canção mais tarde alcançou um novo pico de número três no Official UK Singles Chart durante sua sétima semana na paradas, tornando-se o single de maior sucesso de Galantis lá. Naquela mesma semana, a canção foi certificada como prata pela British Phonographic Industry (BPI) do Reino Unido por vender 200 mil unidades no país. Em sua décima semana, "Heartbreak Anthem" permaneceu entre as dez primeiras canções do UK Singles Chart no número sete, tornando-se a centésima semana do Little Mix entre os dez primeiros nessa parada, tornando-as o primeiro girl group a fazê-lo.
Na Irlanda, a canção estreou no top 20 da Official Irish Singles Chart, tornando-se o 22º single no Top 20 do grupo. Mais tarde, atingiu um novo pico de número oito na parada, dando a Little Mix seu 11º single no Top 10. Mais tarde, atingiu um novo pico de número 3.
Na Austrália, a canção estreou no número 100 na ARIA Singles Chart para a parada de 31 de maio de 2021, mais tarde atingindo um novo pico de número 64. Em sua sétima semana, atingiu um novo pico de número 46, tornando-se seu single mais alto nas paradas do país desde "Woman Like Me" em 2018.
Em outros países, "Heartbreak Anthem" atingiu o pico entre os dez primeiros na Nova Zelândia e entre os vinte primeiros na Hungria, Croácia, Líbano e Polônia. O single foi registrado em dezoito outros países, incluindo Alemanha, Holanda e Suécia. Foi o single de maior sucesso de Little Mix na maioria dos países desde Woman Like Me, lançado em 2018.

## Videoclipe
Little Mix liberou um teaser do videoclipe de "Heartbreak Anthem" postando fotos dos bastidores do vídeo, um dia antes do lançamento oficial da música. O videoclipe da música, dirigido por Samuel Douek, foi lançado junto com a música em 20 de maio de 2021. O vídeo apresenta os membros do Little Mix, Perrie Edwards, Leigh-Anne Pinnock e Jade Thirlwall em uma produção de teatro. O vídeo abre com o grupo vestido de anjos alados, cada um com um microfone que os acompanha.
Douek disse em um post no Instagram que "O conceito do videoclipe é inspirado no infame romance Nights at the Circus de Angela Carter, de 1984, um relato feminista de realismo mágico sobre liberdade". Ele acrescentou que o grupo retratou "The Winged Fatales", um trio que cantava e dançava noite após noite para multidões em adoração, enquanto nos bastidores eles se sentiam presos e sozinhos. O vídeo também apresenta imagens digitais de David Guetta e do Galantis. Douek também afirmou que "O vídeo toca nas pressões da fama e do coração partido, evocando uma mensagem de auto-aceitação contra o pano de fundo de um mundo burlesco de ficção científica".

## Lista de faixas
| Download digital |                     |         |  |
| N.º              | Título              | Duração |  |
| 1.               | "Heartbreak Anthem" | 3:03    |  |
| Duração total:   | Duração total:      | 3:03    |  |

| Download digital – Remixes |                                                        |         |  |
| N.º                        | Título                                                 | Duração |  |
| 1.                         | "Heartbreak Anthem" (Misha K & Galantis Gold Rush VIP) | 2:52    |  |
| 2.                         | "Heartbreak Anthem" (Tchami Remix)                     | 3:48    |  |
| 3.                         | "Heartbreak Anthem" (Guz Remix)                        | 5:05    |  |
| 4.                         | "Heartbreak Anthem" (East & Young Remix)               | 3:23    |  |
| 5.                         | "Heartbreak Anthem" (The Avener Remix)                 | 5:36    |  |
| 6.                         | "Heartbreak Anthem" (Clean Bandit Remix)               | 3:12    |  |
| 7.                         | "Heartbreak Anthem" (Antoine Delvig Remix)             | 3:28    |  |
| 8.                         | "Heartbreak Anthem" (DJ PRESS PLAY Remix)              | 2:56    |  |
| 9.                         | "Heartbreak Anthem" (Frank Walker Remix)               | 4:04    |  |
| 10.                        | "Heartbreak Anthem"                                    | 3:03    |  |
| Duração total:             | Duração total:                                         | 37:27   |  |

## Créditos e produção
Credits adaptados do Tidal.
- Galantis – produção, backing vocal
  - Christian Karlsson – composição, mixagem
- David Guetta – composição, produção, backing vocal
- Little Mix – vocais, composição
- David "Saint" Fleur – composição, co-produção, mixagem, programação, teclado
- Henrik Jonback – composição, co-produção
- Johnny Goldstein – composição, co-produção
- Thom Bridges – composição, co-produção
- Christopher Tempest – composição
- Jenna Andrews – composição
- Lorenzo Cosi – composição
- Sorana Pacurar – composição
- Yk Koi – composição
- Mike Hawkins – co-produção
- Sondr – co-produção
- Toby Green – co-produção
- Randy Merrill – masterização
- Serban Ghenea – mixagem
- Raphaella – gravação, produção vocal

## Desempenho nas tabelas musicais
| Chart (2021)                                      | Posição |
| ------------------------------------------------- | ------- |
| Austrália (ARIA)                                  | 46      |
| Áustria (Ö3 Austria Top 75)                       | 53      |
| Alemanha (Offizielle Deutsche Charts)             | 57      |
| Bélgica (Ultratop 50 de Flandres)                 | 30      |
| Canadá (Canadian Hot 100)                         | 86      |
| República Checa (Singles Digitál Top 100)         | 30      |
| Croácia (HRT)                                     | 16      |
| Eslováquia (Singles Digitál Top 100)              | 38      |
| Eslováquia (Rádio Top 100)                        | 81      |
| Estados Unidos (Billboard Dance/Electronic Songs) | 6       |
| Euro Digital Songs (Billboard)                    | 4       |
| Mundo (Billboard Global 200)                      | 52      |
| Grécia (IFPI)                                     | 61      |
| Hungria (Dance Top 40)                            | 31      |
| Hungria (Rádiós Top 40)                           | 1       |
| Hungria (Single Top 40)                           | 11      |
| Hungria (Stream Top 40)                           | 40      |
| Irlanda (IRMA)                                    | 5       |
| Japan Hot Overseas (Billboard Japan)              | 18      |
| Letônia (EHR Top 40)                              | 1       |
| Líbano (Lebanese Top 20)                          | 7       |
| Lituânia (AGATA)                                  | 47      |
| Mexico Airplay (Billboard)                        | 41      |
| Nova Zelândia Hot Singles (RMNZ)                  | 9       |
| Noruega (VG-lista)                                | 23      |
| Países Baixos (Dutch Top 40)                      | 13      |
| Países Baixos (Single Top 100)                    | 23      |
| Polónia (Polish Airplay Top 100)                  | 10      |
| Portugal (AFP)                                    | 114     |
| Reino Unido (UK Singles Chart)                    | 3       |
| Reino Unido (UK Dance Chart)                      | 1       |
| Romênia (Airplay 100)                             | 99      |
| Suécia (Sverigetopplistan)                        | 36      |
| Suíça (Schweizer Hitparade)                       | 51      |
| Venezuela (Record Report)                         | 49      |
| Venezuela Anglo (Record Report)                   | 14      |

## Certificações
| Austrália (IFPI Austria) | Ouro    | 15,000‡  |
| Estados Unidos (RIAA) | Ouro    | 500,000‡ |
| Canadá (Music Canada) | Platina | 80,000‡  |
| Reino Unido (BPI) | Platina | 600,000‡ |
| * Número de vendas definido com base apenas no nível de certificação. ^ Número de embarques definido com base apenas no nível de certificação. ‡vendas+streaming definido com base apenas no nível de certificação. |         |          |

## Histórico de lançamento
| Região | Data                  | Formato                    | Versão                     | Gravadora | Ref.   |
| ------ | --------------------- | -------------------------- | -------------------------- | --------- | ------ |
| Mundo  | 20 de maio de 2021    | Download digital Streaming | Original                   | Atlantic  | [ 69 ] |
| Mundo  | 15 de julho de 2021   | Download digital Streaming | Tchami Remix               | Atlantic  | [ 70 ] |
| Mundo  | 6 de agosto de 2021   | Download digital Streaming | Clean Bandit Remix         | Atlantic  | [ 71 ] |
| Mundo  | 3 de setembro de 2021 | Download digital Streaming | Heartbreak Anthem Remix EP | Atlantic  | [ 71 ] |